# 笨腳獸
笨腳獸（Barylambda）是已滅絕的全齒目動物，生存在古新世中至晚期，主要都是在北美洲發現。在全齒目中，笨腳獸是最重的，有五趾及蹠行的。現時已知其下有三個物種。笨腳獸於始新世早期滅絕，正值較大及衍生的冠齒獸出現。

## 解剖及生態

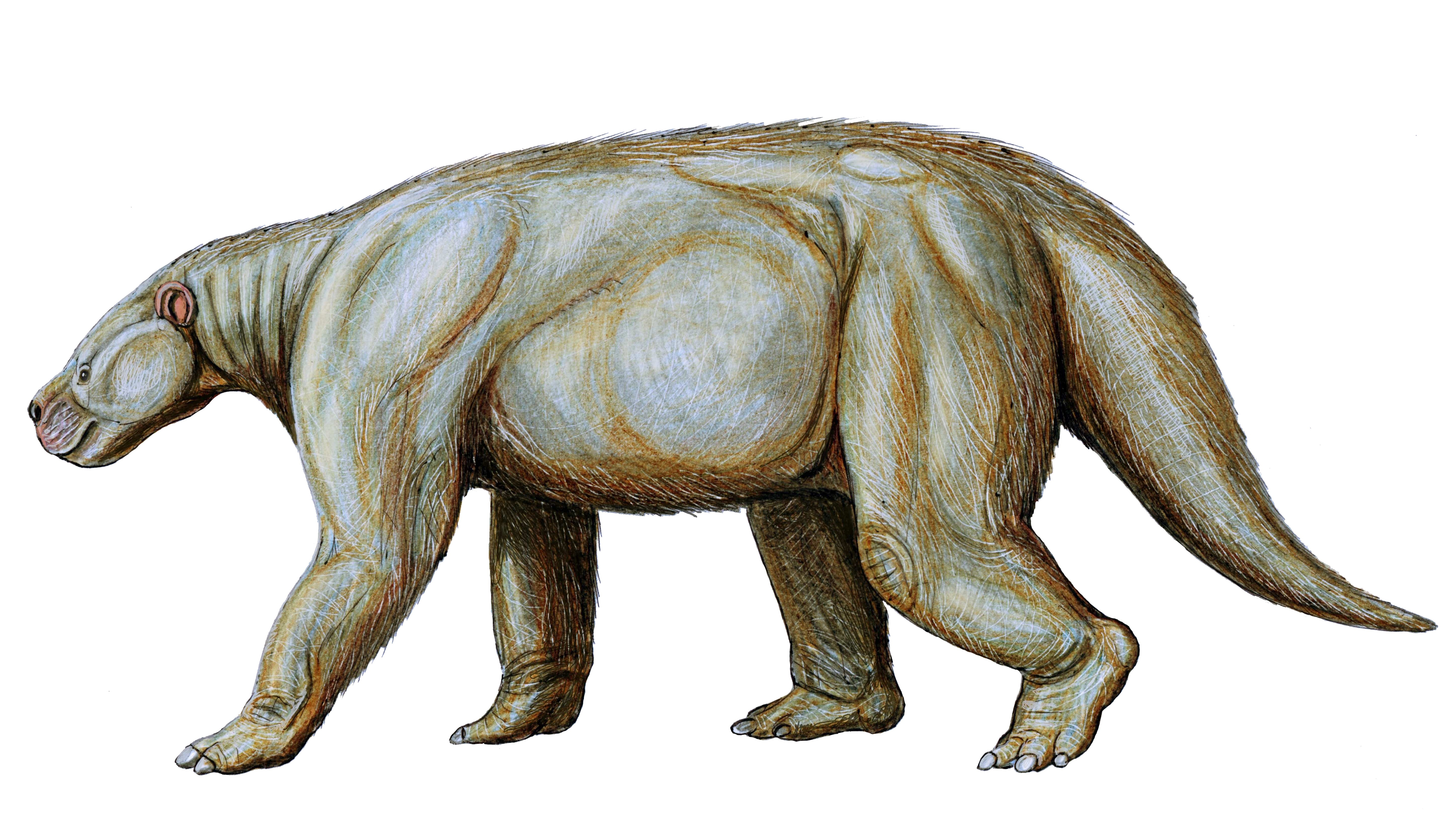
笨腳獸（B. faberi）復原圖

笨腳獸的外觀像貘或犀牛，有長及發展良好的尾巴，四肢像熊。牙齒發展一般，其中犬齒最為良好，幾口肯定能殺死其他動物，而從其臼齒及龐大的體型，可見牠們是草食性的。笨腳獸長約2.5米，重約650公斤，約有小馬的大小。笨腳獸在全齒目中算是大型，相信可以保護自己免受同期食肉動物的襲擊。牠們有可能是像貘般吃葉子或軟沼澤植物。